# Регішевська
Регі́шевська (рос. Регишевская) — присілок у складі Тарногського району Вологодської області, Росія. Входить до складу Забірського сільського поселення.

## Населення
Населення — 49 осіб (2010; 69 у 2002).
Національний склад (станом на 2002 рік):
- росіяни — 99 %